# Sovinec (Fryčovice)

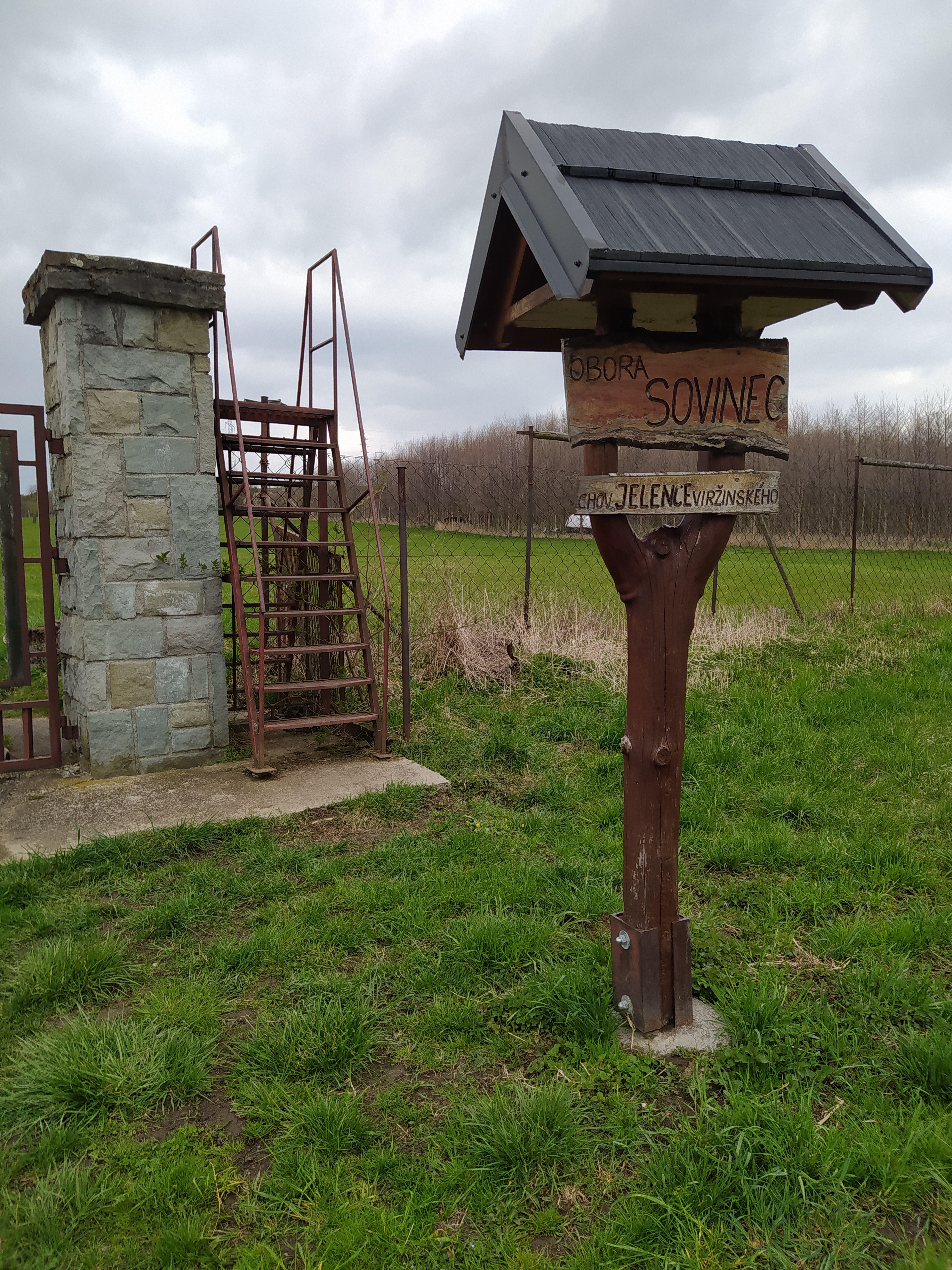
Vstup do obory Sovinec

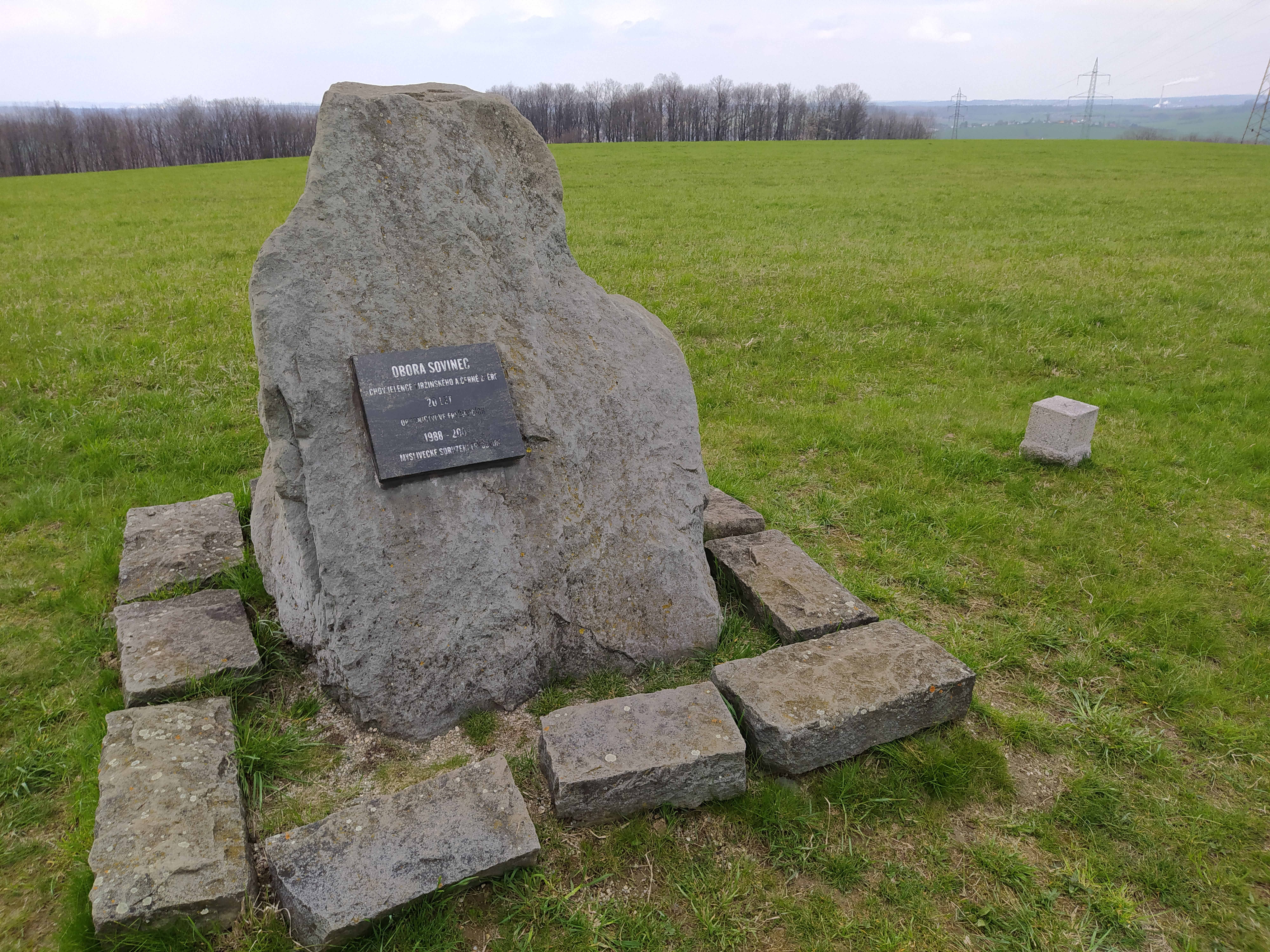
Vrchol Sovince

Sovinec (německy Fritschendorferberg) je kopec a lesní obora s nadmořskou výškou 353 m n. m. Sovinec se nachází ve Fryčovicích v okrese Frýdek-Místek v Podbeskydské pahorkatině v Moravskoslezském kraji. Sovinec je nejvyšším bodem Fryčovic. Lesní obora mysliveckého spolku Fryčovice byla založena v roce 1988 a je zaměřena převážně na chov vzácného severoamerického jelence viržinského (běloocasého) Odocoileus virginianus, který byl dovezen z Finska. Také jsou zde chovaná divoká prasata. Každoročně v zimě se provádí sčítání zvěře. Uvnitř obory je naučná stezka s pěti zastaveními. Vstup je volný.